# Nick Tandy
Nicholas Tandy (Pavenham, 5 de novembro de 1984) é um automobilista britânico que atualmente corre pela Porsche Motorsport como piloto de fábrica na IMSA SportsCar Championship.
Ele é o único piloto a ter completado o Grand Slam de vitórias gerais nas principais corridas de 24 horas, vencendo as 24 Horas de Le Mans em 2015, as 24 Horas de Nürburgring em 2018, as 24 Horas de Spa em 2020 e as 24 Horas de Daytona em 2025. Ele também obteve vitórias na categoria geral da Petit Le Mans de 2015 e vitórias de classe nas 24 Horas de Daytona de 2014 e nas edições das 12 Horas de Sebring de 2018, 2019 e 2020.

## Carreira

### Anos iniciais
Nick Tandy seguiu o caminho do irmão Joe na carreira de automobilismo, começando aos onze anos em uma máquina oval curta Ministox, em 1996. Foi vencedor regional no mesmo ano, vice-campeão da East Anglian em 1997, e vice mundial em 1998, ficando atrás do irmão Joe, além de ter sido terceiro no campeonato nacional. Seu primeiro título foi na Spedeworth em 1999, e Tandy ganhou quatro campeonatos diferentes em 2000: o Campeonato ORC na RAF Bovingdon, o de Arlington, o de Wimbledon, além de ter sido bicampeão na Spedeworth.
Em 2001, disputou a Winter Series da Mini Se7ens, sendo terceiro no campeonato. Tandy passou para a série principal em 2002, mas acabou ficando em décimo na classificação geral. Depois, foi vice-campeão da Winter Series e competiu por mais duas temporadas na Mini Se7ens, acumulando quatro vitórias em 2003.
Disputou a BRDC Single Seater Championship, que dominou em 2005, ao obter 11 vitórias em 14 corridas, sendo premiado com uma bolsa de estudos de Silverstone.

### Fórmula Ford
Tandy mudou-se para o Campeonato Britânico de Fórmula Ford em 2006. Ele começou na equipe Raysport, mas por conta do mau desempenho, deixou a equipe faltando quatro corridas para o fim e se tornou o primeiro piloto da equipe recém-formada de seu irmão. Uma vitória em Thruxton e um segundo lugar em Castle Combe permitiram que Tandy alcançasse 365 pontos. Embora estivesse mais de 150 pontos atrás do campeão Nathan Freke, Tandy se destacou por ter sido vice-campeão em sua temporada de estreia. Ele quase venceu o Festival de Fórmula Ford de 2006, mas uma penalidade de 10 segundos imposta após a corrida por uma contravenção do safety car o fez cair para o quinto lugar.
Ele continuou no campeonato em 2007, venceu seis corridas ao longo da temporada e terminou no pódio em outras dez ocasiões. Mas terminou uma posição abaixo na classificação, sendo terceiro lugar geral após brigar pelo vice com James Nash, sendo superado por ele por doze pontos, enquanto o título foi para Callum MacLeod que estava cerca de 130 pontos à frente da dupla. Mas Tandy venceu o Festival de Fórmula Ford no final da temporada, sendo beneficiado por uma penalidade de dois segundos que o vencedor original, MacLeod, recebeu após a corrida.
Após sua vitória no Festival de Fórmula Ford, Tandy assinou um contrato muito tardio para participar de duas competições da Fórmula Palmer Audi: o Troféu de Outono e o Shootout. Esta última garantia um lugar entre os finalistas do Prêmio McLaren Autosport BRDC para o piloto que marcasse mais pontos ao longo do fim de semana de três corridas em Snetterton. Graças a duas vitórias e uma quarta (embora a quarta tenha sido irrelevante devido às duas melhores pontuações), Tandy venceu o Shootout e fez parte da lista final. No entanto, ele perderia para Stefan Wilson.

### Fórmula 3
Depois de dois anos na Fórmula Ford, Tandy mudou-se para o altamente competitivo Campeonato Britânico de Fórmula 3 na temporada de 2008. Pilotando pela equipe do irmão, a JTR with Marshall Westland, e usando o desfavorável chassi Mygale, Tandy começou com três abandonos, mas evoluiu ao longo da temporada e registrou seu primeiro pódio durante a etapa internacional em Spa-Francorchamps, em apoio às 24 Horas de Spa. Mais dois pódios aconteceram no final da temporada em Silverstone e Donington Park, que o ajudaram a ultrapassar Max Chilton para terminar em nono lugar na classificação geral. Tandy também competiu como convidado na Porsche Carrera Cup em Silverstone, vencendo a primeira corrida.
Tandy continuou na F3 Britânica em 2009 com a JTR, voltando a usar o chassi Mygale e os motores Mercedes. Com a Ultimate Motorsport saindo da categoria, a JTR se tornou a equipe líder de fato da Mygale, o que colocou Tandy como um candidato ao título. Após um pódio duplo na rodada de abertura no Oulton Park, Tandy teve um fim de semana um tanto decepcionante em Silverstone, com resultados com poucos pontos. Então, ocorreu a morte de seu irmão, mas a equipe prometeu continuar na Fórmula 3 e na Fórmula Ford. Dezoito dias após o falecimento de Joe, Nick Tandy conquistou a primeira vitória dele e da equipe com uma atuação dominante em Rockingham, com direito a um incidente na primeira volta que tirou os rivais Daniel Ricciardo e Renger van der Zande da prova, e uma vitória por 8,608 segundos de vantagem sobre Henry Arundel e Adriano Buzaid. Tandy também se mostrou bastante veloz em volta lançada, tendo registrado quatro voltas mais rápidas nas primeiras oito corridas do campeonato e, em determinado momento, chegou a ficar em terceiro na classificação. 
Depois que Carlo van Dam deixou a Kolles & Heinz Union, Tandy foi contratado para pilotar em Norisring na Fórmula 3 Euro Series. No fim de semana seguinte, Tandy assinou um acordo para competir no resto da temporada da Euroseries, mas uma cláusula no contrato significava que ele não competiria novamente no resto do campeonato britânico. Tandy deixou o time antes das rodadas Dijon-Prenois, finalizando a F3 Britânica em décimo, com 68 pontos, apenas três à frente de Marcus Ericsson.
Já na Euro Series, Tandy não teve o mesmo sucesso que estava conseguindo na F3 Britânica, não pontuando em nenhuma das doze corridas disputadas e ficando em 28º lugar. Mas o piloto afirmou posteriormente que não se arrependia de ter corrido na Euro Series, porque essa competição o ajudou a entrar em contato com pessoas mais influentes no automobilismo que o auxiliaram a seguir nessa carreira.

### Porsche Carrera Cup Alemanha e Porsche Supercup

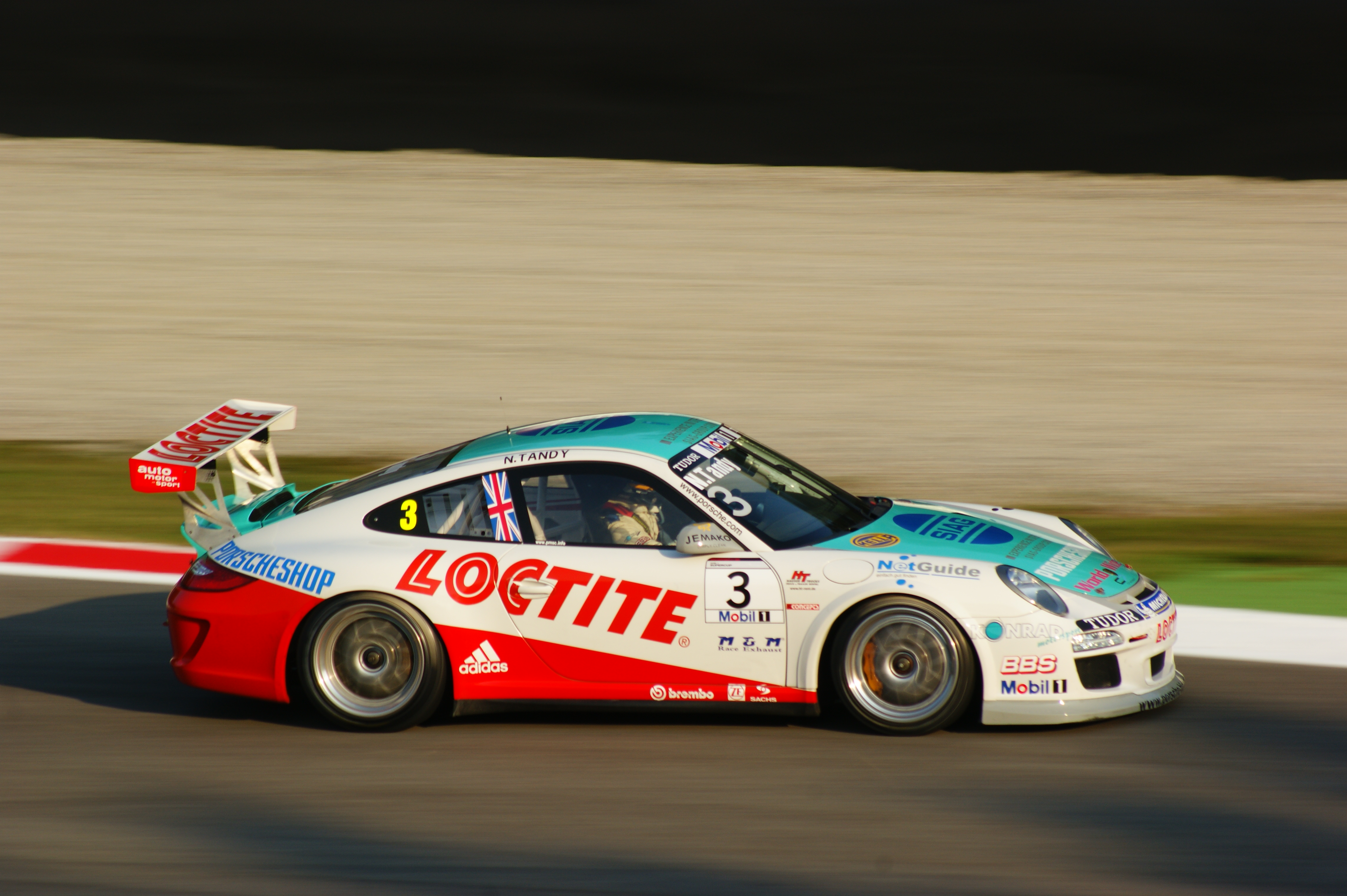
Tandy dirigindo em Monza durante a Porsche Supercup de 2011.

Tandy ganhou a oportunidade de competir na Porsche Carrera Cup da Alemanha nas etapas de Dijon-Prenois com a Konrad Motorsport, onde em sua estreia sem testes, ele terminou em 2º lugar. Isso fez com que a Konrad colocasse Tandy para correr na etapa de Abu Dhabi da Porsche Supercup, que serviu de apoio para a Fórmula 1, em que o britânico subiu novamente ao pódio com um 2º lugar.
Com os bons desempenhos, Tandy correu permanentemente pela equipe alemã na Porsche Mobil 1 Supercup em 2010. Após fazer um pódio nas rodadas de abertura, Tandy conquistou sua primeira vitória na Supercup em 11 de julho de 2010, na etapa de Silverstone. Tandy brigou pelo título com René Rast até a corrida final no famoso Autódromo Nacional de Monza, mas acabou com o vice-campeonato.
Tandy retornou para uma segunda temporada em 2011, mas não conseguiu atingir sua ambição de ganhar o título depois de vencer apenas uma corrida em Abu Dhabi e terminar em 5º no campeonato.
Na Carrera Cup alemã, ele chegou perto de ganhar o campeonato em 2010, depois de vencer cinco corridas, mas também terminou duas corridas fora dos quinze primeiros e abandonou na rodada final. O título só veio em 2011, com Tandy vencendo três corridas e terminando no pódio sete vezes.

### Corridas internacionais de carros esportivos
Em 2012, Tandy começou em várias competições de corridas de carros esportivos, como a American Le Mans Series, a ADAC GT Masters e a International GT Open. Nesta última, ele se destacou ao alcançar o vice-campeonato em 2012 ao lado de Marco Holzer, seu companheiro de equipe na Manthey Racing. Ele ganhou o prêmio Porsche Cup de melhor piloto particular da Porsche.
Pouco depois, Tandy foi contratado como o décimo piloto de fábrica da Porsche, fazendo sua estreia com a marca alemã nas 24 Horas de Daytona de 2013. Nesse mesmo ano, Tandy venceu a Petit Le Mans pela classe GT e terminou em terceiro nas 12 Horas de Sebring, pilotando pela Team Falken Tire ao lado de Wolf Henzler e Bryan Sellers. Na American Le Mans Series, Tandy venceu em Laguna Seca com a NGT Motorsport, na classe GTC. Ele também venceu duas corridas na European Le Mans Series na classe GTE, se classificando em terceiro.

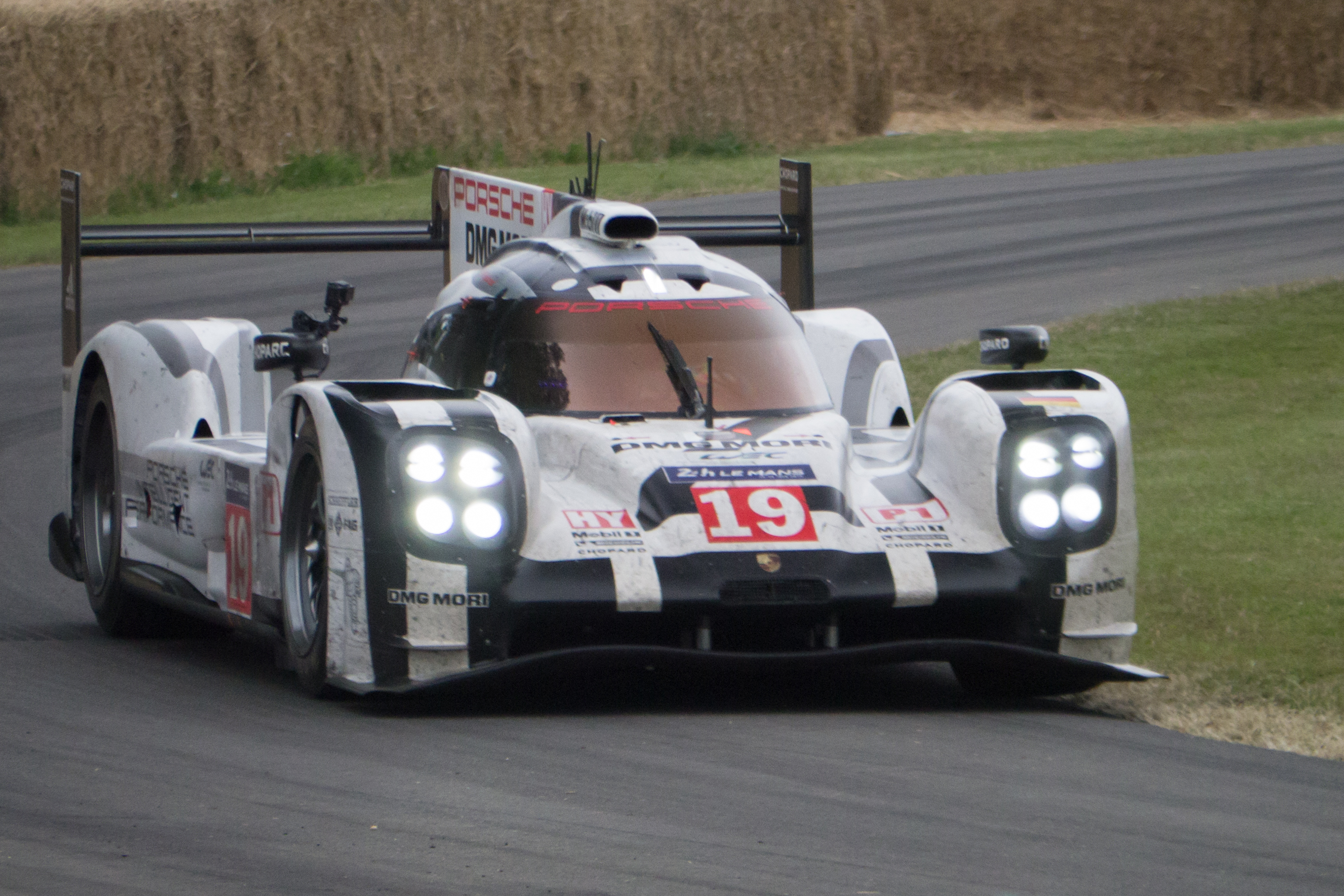
Porsche 919 Hybrid nº 19 que Tandy pilotou nas 24 Horas de Le Mans de 2015

Tandy se juntou à equipe de fábrica da Porsche na United SportsCar Championship na temporada de 2014. Ele compartilhou um Core Porsche 911 RSR com Richard Lietz. Os dois, juntamente com Patrick Pilet, venceram as 24 Horas de Daytona na classe GTLM.
Em 2015, fez parceria com Patrick Pilet no United SportsCar. Ele venceu quatro vezes, incluindo a vitória geral em Petit Le Mans com um Porsche 911 RSR da classe GTLM. Tais resultados o colocaram em terceiro lugar na classificação geral, e Tandy acabou ajudando seu companheiro de equipe Pilet a vencer o campeonato de pilotos, bem como ajudou a Porsche a ser campeã de construtores. 
Nesse mesmo ano, Tandy se juntou à equipe de fábrica da Porsche na classe LMP1 nas 6 Horas de Spa-Francorchamps e nas 24 Horas de Le Mans, vencendo a tradicional prova francesa ao lado do piloto de F1 Nico Hülkenberg e de Earl Bamber. O britânico também pilotou um KCMG Oreca Nissan em cinco etapas do Campeonato Mundial de Endurance, ajudando a equipe a terminar em segundo lugar na classificação da LMP2.

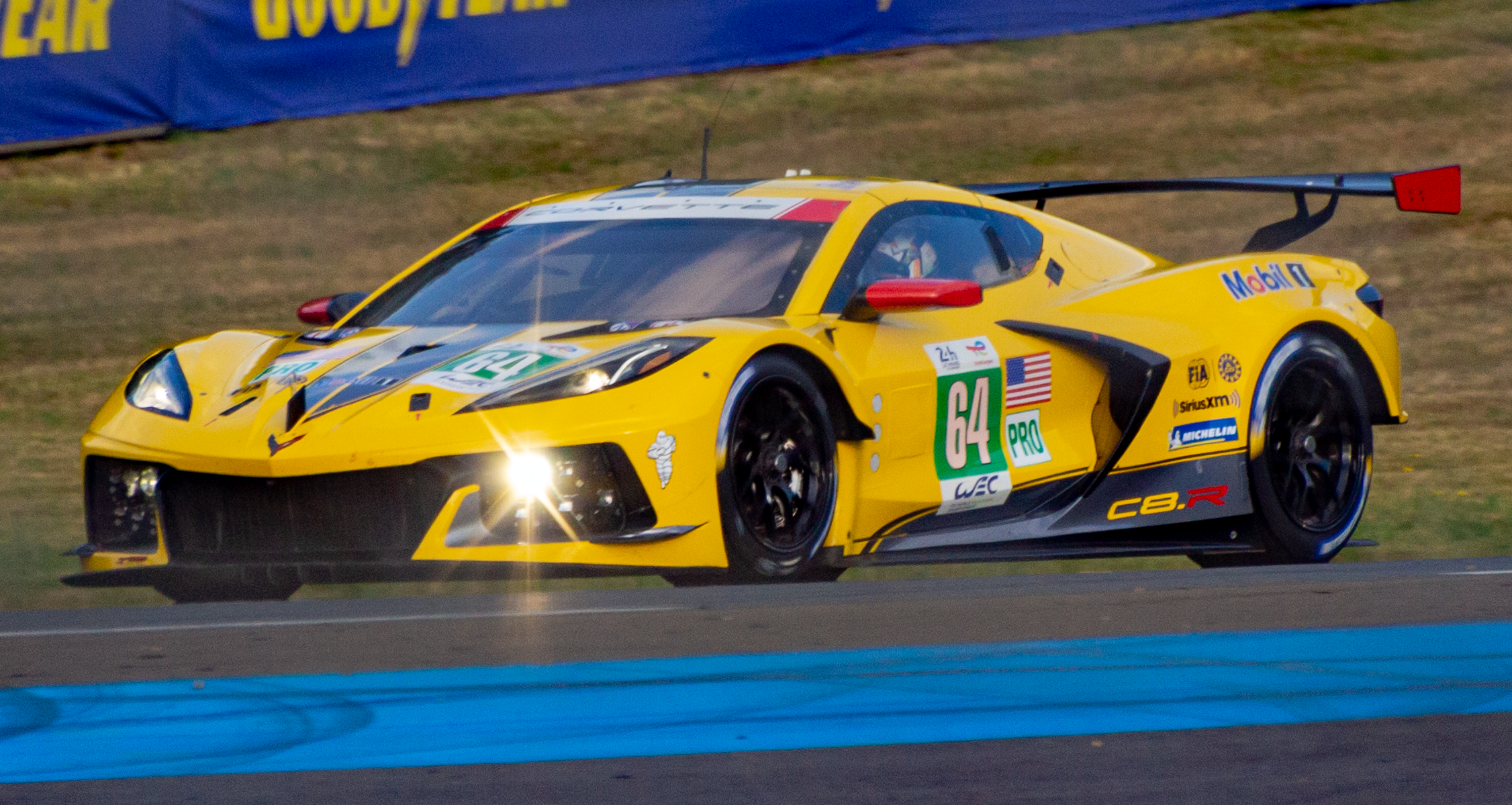
Tandy dirigindo nas 24 Horas de Le Mans de 2022.

Tandy continuou compartilhando um Porsche 911 com Pilet na classe GT Le Mans da recém renomeada IMSA SportsCar Championship em 2016, vencendo em Long Beach e fazendo um segundo lugar em Austin.
O britânico voltou à equipe de fábrica da Porsche para o Campeonato Mundial de Endurance da FIA de 2017, correndo pela classe LMP1, onde conquistou vários pódios, mas nenhuma vitória.
Quando a Porsche deixou as corridas de protótipos esportivos em 2018, Tandy retornou ao IMSA, dividindo o carro número 911 com Pilet, vencendo duas vezes e se classificando em 7º lugar na classe GTLM. O ano também marcou a primeira vitória de Tandy nas 24 Horas de Nürburgring, com uma 911 GT3 R da Manthey Racing.
Em 2019, ele foi vice-campeão da IMSA com três vitórias. Nesse mesmo ano, ele terminou em terceiro nas 24 Horas de Le Mans, com Earl Bamber como terceiro piloto.

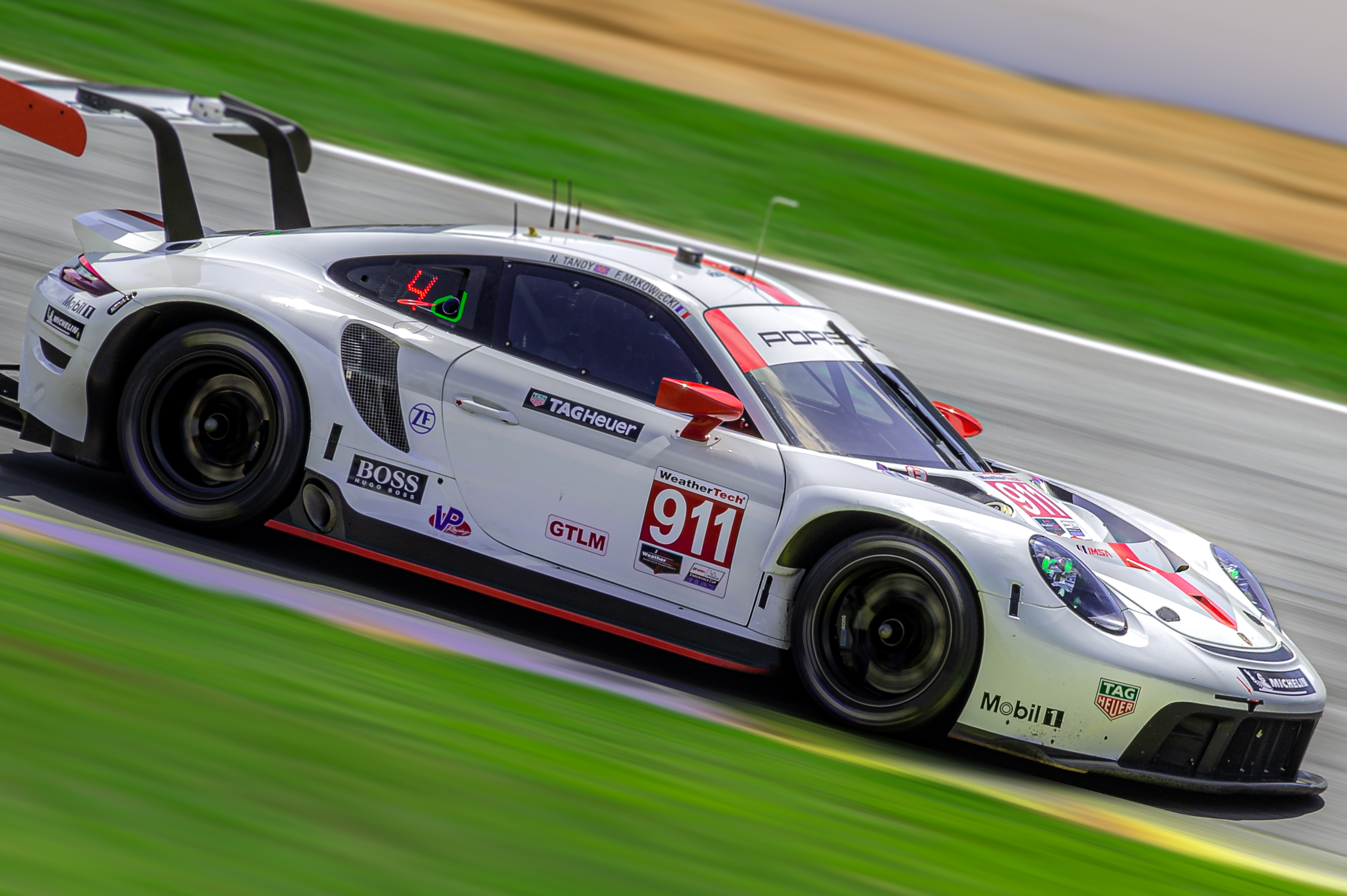
Carro de Tandy nas 6 Horas de Road Atlanta de 2020

Seguiu na classe GTLM da IMSA para 2020, pilotando mais uma vez o 911, agora em parceria com Frédéric Makowiecki. A dupla conquistou duas vitórias e terminou em 5º lugar. Em mais uma participação nas 24 Horas de Le Mans, correu com um Aurus na LMP2, mas abandonou.
A Corvette Racing contratou Tandy para a temporada da IMSA de 2021. Ao lado de Tommy Milner, ele conquistou quatro vitórias e terminou em segundo lugar na classe GTLM, atrás de seus companheiros de equipe Antonio García e Jordan Taylor.
Em 2022, o piloto guiou novamente um Corvette de fábrica com Milner, mas no Mundial de Endurance da FIA. O duo obteve uma vitória e dois segundos lugares, se classificando em sexto no campeonato de pilotos da classe GTE.
Tandy retornou à Porsche na temporada de 2023 da IMSA para dirigir um protótipo Porsche 963 número 6 ao lado de Mathieu Jaminet, com Dane Cameron e Dries Vanthoor completando o trio em algumas etapas. Jaminet e Tandy tiveram duas vitórias em Long Beach e Indianápolis, fechando o ano em quarto lugar, à frente da dupla do carro 7 da Porsche, o ex-F1 Felipe Nasr e Matt Campbell. Tandy se juntou a esses dois para correr na edição das 24 Horas de Le Mans daquele ano, mas eles não completaram a prova por falha mecânica.

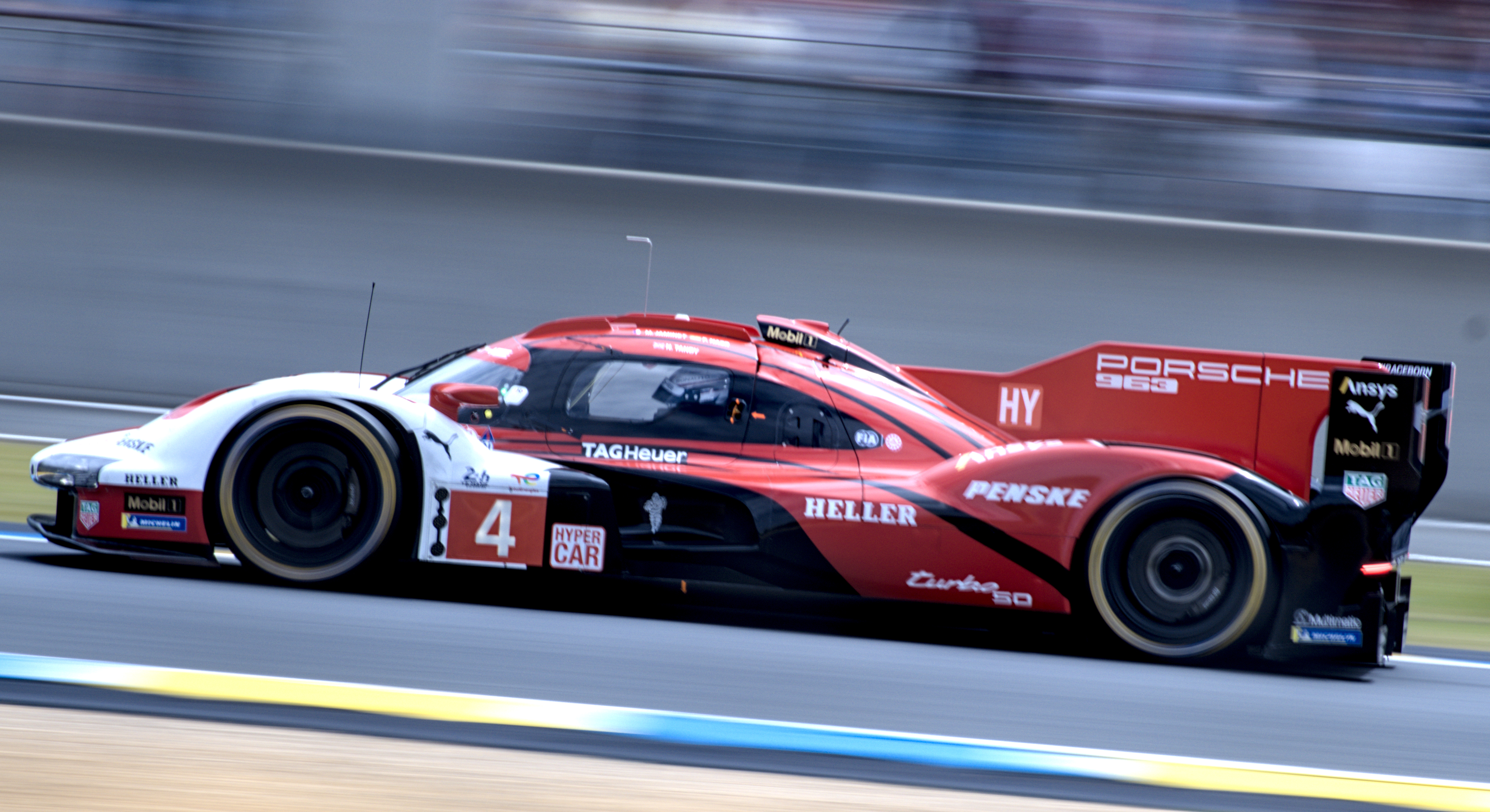
Carro de Tandy, Nasr e Campbell nas 24 Horas de Le Mans de 2024

Tandy e Jaminet seguiram pilotando o carro 6 da Porsche em 2024, tendo cinco pódios, incluindo duas vitórias, mas acabaram sendo vice-campeões, perdendo para Nasr e Campbell por nove pontos de diferença. Tandy voltou a se reunir com os companheiros do carro 7 da Porche para mais uma participação nas 24 Horas de Le Mans, mas eles também não terminaram a prova graças a um acidente.
Em 2025, passou a ser parceiro de Nasr no carro 7, enquanto Campbell passou para o carro 6. Em janeiro, Tandy, Nasr e Laurens Vanthoor venceram as 24 Horas de Daytona, com o britânico se tornando o primeiro a vencer em todas as maiores provas de resistência do endurance.

## Vida pessoal
Nicholas Tandy é de Pavenham, Bedfordshire, agora reside na vila vizinha de Felmersham com sua esposa Brittany e seus dois filhos, Eva e Felix, que corre em karts. Ele foi educado nas escolas estaduais locais: Pinchmill Lower School em Felmersham, Lincroft Middle School em Oakley e Sharnbrook Upper School e Community College em Sharnbrook. Nick, como é carinhosamente chamado, tinha um irmão mais velho, Joe Tandy, que também pilotava, mas este morreu em um acidente de trânsito em Bromham, Bedfordshire, em 13 de maio de 2009, aos 26 anos. Nick correu pela equipe de seu falecido irmão, a Joe Tandy Racing, de 2006 até seu contrato com a Euroseries em meados de 2009. Atualmente, ele é o dono da JTR, que compete na Porsche Cup alemã.

## Resultados

### Resultados completos das 24 Horas de Le Mans
| Ano     | Equipe                      | Copilotos                        | Carro                   | Classe   | Voltas | C.G. | P.C. |
| ------- | --------------------------- | -------------------------------- | ----------------------- | -------- | ------ | ---- | ---- |
| 2011    | Team Felbermayr-Proton      | Abdulaziz Al-Faisal Bryce Miller | Porsche 997 GT3-RSR     | GTE Pro  | 169    | DNF  | DNF  |
| 2014    | Porsche Team Manthey        | Patrick Pilet Jörg Bergmeister   | Porsche 911 RSR         | GTE Pro  | 309    | 36th | 7º   |
| 2015    | Porsche Team                | Nico Hülkenberg Earl Bamber      | Porsche 919 Hybrid      | LMP1     | 395    | 1º   | 1º   |
| 2016    | Porsche Motorsport          | Kévin Estre Patrick Pilet        | Porsche 911 RSR         | GTE Pro  | 135    | DNF  | DNF  |
| 2017    | Porsche LMP Team            | Neel Jani André Lotterer         | Porsche 919 Hybrid      | LMP1     | 318    | DNF  | DNF  |
| 2018    | Porsche GT Team             | Patrick Pilet Earl Bamber        | Porsche 911 RSR         | GTE Pro  | 334    | 27º  | 10º  |
| 2019    | Porsche GT Team             | Patrick Pilet Earl Bamber        | Porsche 911 RSR         | GTE Pro  | 342    | 22º  | 3º   |
| 2020    | G-Drive Racing with Algarve | Oliver Jarvis Ryan Cullen        | Aurus 01-Gibson         | LMP2     | 105    | DNF  | DNF  |
| 2021    | Corvette Racing             | Alexander Sims Tommy Milner      | Chevrolet Corvette C8.R | GTE Pro  | 313    | 44º  | 6º   |
| 2022    | Corvette Racing             | Alexander Sims Tommy Milner      | Chevrolet Corvette C8.R | GTE Pro  | 260    | DNF  | DNF  |
| 2023    | Porsche Penske Motorsport   | Mathieu Jaminet Felipe Nasr      | Porsche 963             | Hypercar | 84     | DNF  | DNF  |
| 2024    | Porsche Penske Motorsport   | Mathieu Jaminet Felipe Nasr      | Porsche 963             | Hypercar | 211    | DNF  | DNF  |
| Fontes: |                             |                                  |                         |          |        |      |      |

### Resultados completos do Campeonato Mundial de Endurance da FIA
| Ano     | Equipe               | Classe    | Chassi                  | Motor                           | 1     | 2     | 3       | 4     | 5     | 6       | 7     | 8     | 9     | Pos. | Pts. |
| ------- | -------------------- | --------- | ----------------------- | ------------------------------- | ----- | ----- | ------- | ----- | ----- | ------- | ----- | ----- | ----- | ---- | ---- |
| 2014    | Porsche Team Manthey | LMGTE Pro | Porsche 911 RSR         | Porsche 4.0 L Flat-6            | SIL 2 | SPA   | LMS 11  | COA 4 | FUJ   | FUJ     | BHR   | SÃO   |       | 17º  | 31   |
| 2015    | KCMG                 | LMP2      | Oreca 05                | Nissan VK45DE 4.5 L V8          | SIL 4 |       |         | NÜR 1 | COA   | FUJ Ret | SHA 3 | BHR 2 |       | 6º   | 71   |
| 2015    | Porsche Team         | LMP1      | Porsche 919 Hybrid      | Porsche 2.0 L Turbo V4          |       | SPA 6 | LMS 1   |       |       |         |       |       |       | 8º   | 70.5 |
| 2017    | Porsche LMP Team     | LMP1      | Porsche 919 Hybrid      | Porsche 2.0 L Turbo V4 (Hybrid) | SIL 3 | SPA 4 | LMS Ret | NÜR 2 | MEX 2 | COA 2   | FUJ 3 | SHA 3 | BHR 3 | 4º   | 129  |
| 2022    | Corvette Racing      | LMGTE Pro | Chevrolet Corvette C8.R | Chevrolet 5.5 L V8              | SEB 2 | SPA 4 | LMS Ret | MNZ 1 | FUJ 5 | BHR 2   |       |       |       | 6º   | 102  |
| Fontes: |                      |           |                         |                                 |       |       |         |       |       |         |       |       |       |      |      |

### Resultados completos da IMSA SportsCar
(Legenda) (Corridas em negrito indicam pole position) (Corridas em itálico indicam volta mais rápida)
| Ano  | Equipe                    | Classe  | Chassi                      | Motor                | 1      | 2      | 3      | 4     | 5     | 6     | 7      | 8      | 9      | 10     | 11     | Pos. | Pts. |
| ---- | ------------------------- | ------- | --------------------------- | -------------------- | ------ | ------ | ------ | ----- | ----- | ----- | ------ | ------ | ------ | ------ | ------ | ---- | ---- |
| 2014 | Porsche North America     | GTLM    | Porsche 911 RSR             | Porsche 4.0 L Flat-6 | DAY 1  | SEB 9  | LBH 4  | LGA 9 | WGL 5 | MOS 5 | IND 10 | ELK 10 | VIR 10 | COA 11 | PET 5  | 11º  | 279  |
| 2015 | Porsche North America     | GTLM    | Porsche 911 RSR             | Porsche 4.0 L Flat-6 | DAY 5  | SEB 5  | LBH    | LGA   | WGL 6 | MOS 1 | ELK 1  | VIR 1  | AUS 3  | PET 1  |        | 9º   | 255  |
| 2016 | Porsche North America     | GTLM    | Porsche 911 RSR             | Porsche 4.0 L Flat-6 | DAY 8  | SEB 10 | LBH 1  | LGA 8 | WGL 9 | MOS 8 | LIM 6  | ELK 7  | VIR 6  | AUS 2  | PET 10 | 8º   | 285  |
| 2017 | Porsche GT Team           | GTLM    | Porsche 911 RSR             | Porsche 4.0 L Flat-6 | DAY    | SEB    | LBH    | AUS   | WGL   | MOS   | LIM    | ELK    | VIR    | LGA    | PET 6  | 25º  | 25   |
| 2018 | Porsche GT Team           | GTLM    | Porsche 911 RSR             | Porsche 4.0 L Flat-6 | DAY 8  | SEB 1  | LBH 6  | MOH 6 | WGL 3 | MOS 4 | LIM 5  | ELK 5  | VIR 8  | LGA 8  | PET 1  | 7º   | 299  |
| 2019 | Porsche GT Team           | GTLM    | Porsche 911 RSR             | Porsche 4.0 L Flat-6 | DAY 5  | SEB 1  | LBH 5  | MDO 3 | WGL 1 | MOS 3 | LIM 4  | ELK 7  | VIR 1  | LGA 8  | PET 6  | 2º   | 317  |
| 2020 | Porsche GT Team           | GTLM    | Porsche 911 RSR-19          | Porsche 4.2 L Flat-6 | DAY 3  | DAY 3  | SEB 6  | ELK 4 | VIR 3 | ATL 4 | MDO    | CLT 5  | PET 1  | LGA 3  | SEB 1  | 5º   | 297  |
| 2021 | Corvette Racing           | GTLM    | Chevrolet Corvette C8.R     | Chevrolet 5.5 L V8   | DAY 2  | SEB 5  | DET 1† | WGL 4 | WGL 2 | LIM 2 | ELK 3  | LGA 1  | LBH 1  | VIR 1  | PET 4  | 2º   | 3448 |
| 2022 | Corvette Racing           | GTD Pro | Chevrolet Corvette C8.R GTD | Chevrolet 5.5 L V8   | DAY 10 | SEB    | LBH    | LGA   | WGL   | MOS   | LIM    | ELK    | VIR    | PET    |        | 35º  | 234  |
| 2023 | Porsche Penske Motorsport | GTP     | Porsche 963                 | Porsche 9RD 4.6 L V8 | DAY 8  | SEB 3  | LBH 1  | LGA 2 | WGL 9 | MOS 5 | ELK 7  | IMS 1  | PET 10 |        |        | 4º   | 2691 |
| 2024 | Porsche Penske Motorsport | GTP     | Porsche 963                 | Porsche 9RD 4.6 L V8 | DAY 4  | SEB 9  | LBH 4  | LGA 1 | DET 2 | WGL 3 | ELK 1  | IMS 10 | PET 2  |        |        | 2º   | 2869 |

† Evento sem pontuação.

### 24 Horas de Daytona
| Ano  | Equipe                         | Nº  | Co-Pilotos                                            | Chassi                      | Classe  | Voltas | C.G. | P.C. |
| ---- | ------------------------------ | --- | ----------------------------------------------------- | --------------------------- | ------- | ------ | ---- | ---- |
| 2011 | Burtin Racing                  | 17  | Claudio Burtin Martin Ragginger Nicolas Armindo       | Porsche 997 GT3 Cup         | GT      | 378    | DNF  | DNF  |
| 2012 | NGT Motorsport                 | 26  | Henrique Cisneros Sean Edwards Carlos Kauffmann       | Porsche 997 GT3 Cup         | GT      | 688    | 29º  | 18º  |
| 2013 | Konrad Motorsport/Orbit Racing | 32  | Michael Christensen Christian Engelhart Lance Willsey | Porsche 911 GT3 Cup         | GT      | 181    | DNF  | DNF  |
| 2014 | Porsche North America          | 911 | Richard Lietz Patrick Pilet                           | Porsche 911 RSR             | GTLM    | 679    | 6º   | 1º   |
| 2015 | Porsche North America          | 911 | Patrick Pilet Marc Lieb Michael Christensen           | Porsche 911 RSR             | GTLM    | 640    | 25º  | 5º   |
| 2016 | Porsche North America          | 911 | Patrick Pilet Kévin Estre                             | Porsche 911 RSR             | GTLM    | 687    | 33º  | 8º   |
| 2018 | Porsche GT Team                | 911 | Frédéric Makowiecki Patrick Pilet                     | Porsche 911 RSR             | GTLM    | 753    | 20º  | 8º   |
| 2019 | Porsche GT Team                | 911 | Frédéric Makowiecki Patrick Pilet                     | Porsche 911 RSR             | GTLM    | 569    | 14º  | 5º   |
| 2020 | Porsche GT Team                | 911 | Matt Campbell Frédéric Makowiecki                     | Porsche 911 RSR-19          | GTLM    | 786    | 15º  | 3º   |
| 2021 | Corvette Racing                | 4   | Tommy Milner Alexander Sims                           | Chevrolet Corvette C8.R     | GTLM    | 770    | 12º  | 2º   |
| 2022 | Corvette Racing                | 4   | Tommy Milner Marco Sørensen                           | Chevrolet Corvette C8.R GTD | GTD Pro | 626    | 45º  | 10º  |
| 2023 | Porsche Penske Motorsport      | 6   | Dane Cameron Mathieu Jaminet                          | Porsche 963                 | GTP     | 700    | DNF  | DNF  |
| 2024 | Porsche Penske Motorsport      | 6   | Kévin Estre Mathieu Jaminet Laurens Vanthoor          | Porsche 963                 | GTP     | 791    | 4º   | 4º   |
| 2025 | Porsche Penske Motorsport      | 7   | Felipe Nasr Laurens Vanthoor                          | Porsche 963                 | GTP     | 781    | 1º   | 1º   |

### 12 Horas de Sebring
| Ano  | Equipe                    | Nº  | Co-Pilotos                              | Chassi                  | Classe | Voltas | C.G. | P.C. |
| ---- | ------------------------- | --- | --------------------------------------- | ----------------------- | ------ | ------ | ---- | ---- |
| 2013 | Team Falken Tire          | 17  | Bryan Sellers Wolf Henzler              | Porsche 997 GT3-RSR     | GT     | 332    | 17º  | 3º   |
| 2014 | Porsche North America     | 911 | Richard Lietz Patrick Pilet             | Porsche 911 RSR         | GTLM   | 282    | 20º  | 9º   |
| 2015 | Porsche North America     | 911 | Patrick Pilet Richard Lietz Earl Bamber | Porsche 911 RSR         | GTLM   | 328    | 14º  | 5º   |
| 2016 | Porsche North America     | 911 | Patrick Pilet Kévin Estre               | Porsche 911 RSR         | GTLM   | 116    | DNF  | DNF  |
| 2018 | Porsche GT Team           | 911 | Patrick Pilet Frédéric Makowiecki       | Porsche 911 RSR         | GTLM   | 328    | 10º  | 1º   |
| 2019 | Porsche GT Team           | 911 | Patrick Pilet Frédéric Makowiecki       | Porsche 911 RSR         | GTLM   | 330    | 10º  | 1º   |
| 2020 | Porsche GT Team           | 911 | Earl Bamber Frédéric Makowiecki         | Porsche 911 RSR-19      | GTLM   | 332    | 12º  | 1º   |
| 2021 | Corvette Racing           | 4   | Tommy Milner Alexander Sims             | Chevrolet Corvette C8.R | GTLM   | 330    | 12º  | 5º   |
| 2023 | Porsche Penske Motorsport | 6   | Dane Cameron Mathieu Jaminet            | Porsche 963             | GTP    | 314    | DNF  | DNF  |
| 2024 | Porsche Penske Motorsport | 6   | Mathieu Jaminet Frédéric Makowiecki     | Porsche 963             | GTP    | 331    | 9º   | 9º   |
| 2025 | Porsche Penske Motorsport | 7   | Felipe Nasr Laurens Vanthoor            | Porsche 963             | GTP    | 353    | 1º   | 1º   |

## Links externos
- Nick Tandy no site oficial da Porsche
- Nick Tandy no site do IMSA WeatherTech Championship Arquivado em 8 novembro 2016 no Wayback Machine
- Nick Tandy no site da American Le Mans Series
- Estatísticas da carreira de Nick Tandy no DriverDB.com